# Myriam Gorospe
Myriam Gorospe Sarasúa, es una científica española, que investiga los secretos del envejecimiento del organismo humano, en el Instituto Nacional del Envejecimiento (NIA) de los Estados Unidos.
Myriam Gorospe nació en San Sebastián, provincia de Guipúzcoa, y estudió en la Universidad Complutense de Madrid, donde se licenció en biología, mudándose en el año 1990 a Estados Unidos donde completo su doctorado en la Universidad Estatal de Nueva York (en Albany) en 1993.
Tras su doctorado se especializó  en el estudio de los procesos que transforman los genes en proteínas que hagan funcionar las células, y entró a trabajar en el Instituto Nacional del Envejecimiento (NIA), donde continúa realizando sus investigaciones. En la actualidad dirige el Laboratorio de Genética y Genómica de dicho instituto.
Además ha publicado artículos en revistas especializadas, presentaciones y ponencias en congreso, así como dirigido tesis doctorales.  En septiembre del año 2011 dio la conferencia plenaria L'Oréal-Unesco For Women in Science durante el XXXVI Congreso de la Sociedad Española de Bioquímica y Biología Molecular (SEBBM).